# Elmar Borrmann
Elmar Borrmann (Stoccarda, 18 gennaio 1957) è un ex schermidore tedesco, vincitore di due medaglie d'oro ed una d'argento nella scherma ai giochi olimpici e una Coppa del Mondo di scherma.